# Pristimantis anemerus
Pristimantis anemerus es una especie de anfibio anuro de la familia Strabomantidae.
Solo se conoce de un lugar en la vertiente occidental de la Cordillera de Huancabamba, Perú. Su hábitat natural son los bosques húmedos montanos.